# عبد الله بن صالح الكتامي
عبد الله بن صالح الحريري الكتامي عالم نباتي وصيدلاني مُسلم. عاش في دولة الموحدين، وكان صيدلاني في بلاط الموحِّدين كان من أكبر أساتذة عالم الأعشاب والعقاقير ابن البيطار.
يُعد عبد الله الكتامي صاحب أقدم إجازةٍ معروفةٍ في الطب في العالم من جامعة القرويين في فاس في المغرب، وكان ذلك عام 1207 ميلاديًا الموافق 603 هجريًا وذلك لِمُمارسة الطب البشري والبيطري.